# ヘレン・デュカス
ヘレン・デュカス（Helen Dukas、1896年10月17日 - 1982年2月10日）は、アルベルト・アインシュタインの秘書だった人物である。

## 生涯
出生時の名前はヘレネ(Helene)で、ドイツ南部のフライブルク・イム・ブライスガウで生まれ、育った。父はドイツ系ユダヤ人商人レオポルト・デュカス(Leopold Dukas)、母はハンヒェン(Hannchen)（旧姓：リーブマン(Liebmann)）である。
1911年までフライブルクの女子高校に通っていたが、母親の死後、6人の兄弟を含む家族の世話をするために、学業をあきらめた。1919年に父が亡くなり、幼稚園の先生として働き始めた。1921年にはミュンヘンに教師として赴き、1923年にはベルリンで出版社の秘書をしていた。
1928年4月に、アルベルト・アインシュタインの私設秘書となった。アインシュタインの2番目の妻エルザ・アインシュタインは、デュカスの母と同じヘッヒンゲン出身で、デュカス家と知り合いであり、その仲介によるものだった。
デュカスは1933年にアインシュタインとともに渡米した。1936年にエルザが亡くなると、デュカスはアインシュタイン家のハウスキーパーとしての役割も担った。1940年には、アインシュタインやその継娘マーゴットとともにアメリカに帰化した。
1950年、デュカスは、経済学者のオットー・ネーサンとともに、アインシュタインの遺言執行者兼管理者に指名された。アインシュタインの死後、その全ての原稿の文学的権利、著作権、出版権、印税、印税契約を管理していた。つまり、デュカスとネーサンは、「彼の文学的遺産の執行者」だった。2人は後に、エルサレムのヘブライ大学に寄贈された資料を用いた『アルベルト・アインシュタイン論文集』の編纂に協力した。1955年のアインシュタインの死後は、ニュージャージー州プリンストンのアインシュタインの家に継娘マーゴットとともに住み、1982年に亡くなるまでそこに留まった。また、プリンストン高等研究所の小さなオフィスに定期的に通い、アインシュタインの遺品整理を行っていた。デュカスは数多くの記録を作成し、アインシュタインの文書を集め、遺産に注釈をつけた。
デュカスは知的で控えめな人物と評されていた。デュカスはアインシュタインに強い忠誠心を持っており、アインシュタインのことを、公の場ではもちろん、その死後でさえも「教授」（Herr Professorまたはthe professeor）としか呼ばなかった。デュカスは、アインシュタインのプライバシーを守ろうとした。そのため、アインシュタインはデュカスのことを「私のケルベロス」と評していた。
アインシュタインとデュカスは、ジョン・エドガー・フーヴァー政権時代に連邦捜査局(FBI)の監視下に置かれていた。
ウォルター・アイザックソンによる伝記によれば、アインシュタインの息子のハンス・アルベルト・アインシュタインは、デュカスが父親と不倫関係にあるのではないかと疑い、周囲にもそう言っていた。しかし、デュカスを知る人たちは、そのようなことはあり得ないと考えていた。実際、そのような証拠は存在しない。デュカスは未婚のまま、1982年に亡くなった。

## 著書
- Banesh Hoffmann; Helen Dukas (1972). Albert Einstein: Creator and Rebel. Viking Press. ISBN 978-0-670-11181-7
  - 日本語訳: B・ホフマン、H・ドゥカス 著、鎮目恭夫、林一 訳『アインシュタイン―創造と反骨の人』河出書房新社、1974年。（新装版: 1991年、ISBN 978-4309221946）
- Albert Einstein (1979). Helen Dukas, Banesh Hoffmann. ed. Albert Einstein: The Human Side. Princeton University Press[9][10]
  - 日本語訳: H・デュカス、B・ホフマン 編、林一 訳『素顔のアインシュタイン』東京図書、1979年。（新装版: 1991年、ISBN 4489003579）[11]